# Gerli Padar
Gerli Padar (Haljalas, 6. studenog 1979.), estonska pjevačica koja je predstavljala Estoniju u polufinalu Eurovizije 2007. godine s pjesmom "Partners in Crime". Nije prošla u finale natjecanja. Sestra je Tanela Padara, koji je nastupao na Euroviziji 2001. godine za Estoniju i pobijedio.

## Linkovi
- Riječi pjesme "Partners in crime" na stranici diggiloo.net
- Nastup s Eurovizije, s youtube.com